# Inkongruenzarthrose
Inkongruenzarthrose ist eine Form der typischerweise nach einem Unfallgeschehen auftretenden Arthrose. Dabei ist durch strukturelle Veränderungen an den am jeweiligen Gelenk beteiligten Knochen oder durch Veränderungen der Weichteilsituation (z. B. Muskulatur) die Belastungszone des Gelenkes soweit vermindert, dass die unter physiologischen Bedingungen auftretenden Drucke ausreichen, den Gelenkknorpel dauerhaft zu schädigen, so dass eine Arthrose entsteht (Überlastungsschaden). Grundsätzlich sind auch andere Ursachen wie beispielsweise eine Osteochondrosis dissecans möglich.
Arthrosen infolge von Instabilitäten eines Gelenkes (beispielsweise nach Bandverletzung) werden nicht als Inkongruenzarthrosen bezeichnet.

## Ursachen

### Knöcherne Verletzung
Klassische Ursache der Inkongruenzarthrose am oberen Sprunggelenk ist eine, auch nur gering verschobene Außenknöchelfraktur (Verschiebungen um 1-2 mm genügen, um die funktionelle Gelenkfläche um bis zu 60 % zu reduzieren).

### Muskelriss
An der Schulter steht der Oberarmkopf nach einer Rotatorenmanschettenruptur (reduzierte Dicke der Muskelmanschette) höher als vor der Verletzung. Man spricht dabei je nach Quelle von einem Humerushoch- oder Acromiontiefstand. Infolge dieser Veränderung verändert sich auch die Stellung des eigentlichen Schultergelenkes (glenohumerales Gelenk), der Oberarmkopf gleitet dabei leicht kopfwärts aus seiner Gelenkpfanne. Auch in diesem Falle kommt es zu Überlastungsschaden des Knorpels und damit zur Arthrose.

### Sonstige
Auch die Spondylarthrosis deformans ist ursächlich auf eine Inkongruenzarthrose der kleinen Wirbelgelenke zurückgeführt.
Bei der Osteochondrosis dissecans können insbesondere auch in den Belastungszonen des Gelenkknorpel Defekte bestehen, wodurch einerseits die Fläche vorhandenen, gesunden Knorpels abnimmt und andererseits es besonders in deren Randbereichen zu vermehrtem Abrieb (punktuelle Druck- aber auch Scherkräfte) kommt.

## Therapie
Die Therapie richtet sich nach den Ursachen. Bestenfalls kann beispielsweise nach einem Knochenbruches eine ideale Rekonstruktion der Knochenstruktur das Auftreten einer Inkongruenzarthrose verhindern oder zumindest lange hinauszögern (Prävention).
(Zur Therapie bei bereits bestehender Inkongruenzarthrose siehe Hauptartikel Arthrose.)